# Wilfried Dickhoff
Wilfried Dickhoff (* 1953 in Köln) ist ein Autor, Herausgeber, Verleger, Buchgestalter und Kurator im Bereich Kunst und Philosophie.

## Leben
Zusammen mit dem Philosophen Marcus Steinweg gibt er Inaesthetics - A Journal for Art & Philosophy im Merve Verlag Berlin heraus.
Zusammen mit Maryam Sachs gründete er 2012 ÉDITIONS MOON RAINBOW, ein Verlag, der sich Begegnungen zwischen Lyrik und visueller Kunst in Buchform widmet. Aktuelle Publikationen: "Marcel Broodthaers: Album. Un Coup de Dés", "Rosemarie Trockel & Henri Michaux: Die Hölle wird Wolle", "Poems Paintings" und "Jean Fautrier & Francis Ponge: L'Asparagus".
Wilfried Dickhoff studierte Philosophie, Germanistik und Theater-, Film- und Fernsehwissenschaft (TFF) und promovierte 1982 an der Goethe-Universität Frankfurt am Main mit der Dissertation Zur Hermeneutik des Schweigens.
Neben der Herausgabe von Monographien und Katalogen zur Gegenwartskunst – u. a. zu Marcel Broodthaers, Jean Fautrier, Martin Kippenberger, Cindy Sherman, George Condo, Rosemarie Trockel, Albert Oehlen, Brice Marden, Walter Dahn, Joseph Beuys, Philip Taaffe, Axel Kasseböhmer, Ross Bleckner, Brice Marden und Don Van Vliet – war er von 1984 bis 1987 Leiter der Kunstredaktion des Wolkenkratzer Art Journal und von 1989 bis 2000 Herausgeber der Buchreihe Kunst Heute, Gespräche mit zeitgenössischen Künstlern im Verlag Kiepenheuer & Witsch.
Wilfried Dickhoff lehrte an verschiedenen Instituten, so am De Ateliers Amsterdam, an der HfG Karlsruhe und der Universität Basel. Von 1996 bis 1999 war er Leiter des Theory Department der Academy of Fine Arts, Postgraduate Studies in Enschede und 2005 Gastprofessor für „Issues in Contemporary Art“ an der Princeton University in den USA.
Seit 1986 kuratiert er Ausstellungen und Kunstprojekte im öffentlichen Raum, zum Beispiel What it is (New York 1986), Albert Oehlen: Abräumung (Kunsthalle Zürich 1987), Ars Pro Domo (Museum Ludwig Köln 1992), In Between, das Kunstprojekt der Expo 2000, Hannover, Tony Oursler: Shock Rock (Bad Driburg 2003) und Concept Korea (New York Public Library 2010).
Von 1990 bis 2005 war er Kurator und Mitglied des Kunstbeirats der Kunst-Station St. Peter in Köln, wo er zusammen mit Friedhelm Mennekes Installationen u. a. von Siegfried Anzinger, James Lee Byars, Gaston Chaissac, Marlene Dumas, Jenny Holzer, Barbara Kruger, David Salle und Cindy Sherman realisierte.
2002 gründete er den Verlag Wilfried Dickhoff, in dem u. a. die Bücher "Maurice Blanchot: Museumskrankheit", "Katja Ka: Retrouvagen" und "Leiko Ikemura: Asuka" erschienen sind.

## Veröffentlichungen als Autor und Herausgeber (Auswahl)
- Zur Hermeneutik des Schweigens. Frankfurt am Main 1984, ISBN 3-445-02332-8
- Martin Kippenberger: Die I.N.P. Bilder, Köln 1984.
- What it is, New York 1986.
- "George Condo", New York 1985.
- "Don Van Vliet", Köln 1987.
- "Kabuki Paintings" (Julian Schnabel), Pace Gallery Publications, New York 1987.
- "Brice Marden", Köln 1989.
- "Kunst Heute", Band 1-Band 20, Köln 1989–2000.
- Ars Pro Domo, Köln 1992.
- "Philip Taaffe", Köln 1992.
- Rosemarie Trockel: Jedes Tier ist eine Künstlerin, Lund 1993
- After Nihilism. Essays on Contemporary Art Cambridge University Press 2000, ISBN 0-521-59698-X
- In Between. Das Kunstprojekt der EXPO 2000.  Köln 2000, ISBN 3-7701-5405-3
- Für eine Kunst des Unmöglichen. Köln 2002, ISBN 3-462-02989-4
- Marcel Broodthaers Box, eine Monographie und Künstlerbücher in einer Schachtel, Tinaia 9, Köln 1994
- Axel Kasseböhmer: Landscapes. Köln 2006
- Kirsten Ortwed: Heavymetalopenspace. Köln 2006.
- Maurice Blanchot: Museumskrankheit.  Verlag Wilfried Dickhoff, Köln 2007, ISBN 3-9810613-5-7
- Das Zuvorkommende. Eine Kunstkritik, diaphanes, Zürich/Berlin 2009, ISBN 978-3-03734-063-9
- Katja Ka: Retrouvagen, Verlag Wilfried Dickhoff, Berlin. 2009, ISBN 978-3-9810613-1-4
- Leiko Ikemura: Asuka, Verlag Wilfried Dickhoff, Berlin. 2010, ISBN 978-3-9810613-3-8
- Dokoupil: Soap Bubble Paintings, Verlag Wilfried Dickhoff, Berlin 2015
- Francesco Clemente: After Omeros - Edition Wilfried Dickhoff, Berlin 2016